# کالاکوریچی
کالاکوریچی (به انگلیسی: Kallakurichi) یک منطقهٔ مسکونی در هند است که در بخش کالاکوریچی واقع شده‌است. کالاکوریچی ۵۷٬۶۲۸ نفر جمعیت دارد.